# The Airborne Toxic Event
The Airborne Toxic Event is een Amerikaanse band uit Los Angeles. De groep bestaat uit Mikel Jollett (zang, gitaar en keyboard), Steven Chen (gitaar, keyboard), Noah Harmon (basgitaar, contrabas), Anna Bulbrook (altviool, keyboard, tamboerijn en zang) en Daren Taylor (drums).
De naam "The Airborne Toxic Event" haalde de band uit White Noise, een boek van Don DeLillo.
De band debuteerde in 2006 met het album The Airborne Toxic Event, waarvan de bekendste single "Sometime Around Midnight" is, dat in wereldwijd 2008 werd uitgebracht. Andere singles die in de VS en het Verenigd Koninkrijk verschenen, zijn: "Does This Mean You're Moving On?", "Gasoline", "Happiness is Overrated" en "Wishing Well".

## Albums
- The Airborne Toxic Event (2008)
- All at Once (2011)
- Such Hot Blood (2013)
- Dope Machines (2015)
- Songs of God and Whiskey (2015)
- Hollywood Park (2019)